# Cardano (platformă)
Cardano este o platformă de calcul distribuit pe care rulează sistemul blockchain pentru criptomoneda Ada. Daedalus este în prezent singurul portofel de criptomonede care deține Ada și permite transferuri către alte adrese.
Cardano a fost creat de firma de dezvoltare de tehnologii blockchain Input Output Hong Kong (IOHK), condusă de Charles Hoskinson, fost co-fondator al BitShares, Ethereum și Ethereum Clasic. Scopul platformei Cardano este de a rula contracte smart,  aplicații descentralizate, lanțuri laterale, multi-party computation și stocarea de metadate. 

## Platforma
Monedele sunt minate și deciziile sunt luate printr-un mecanism de consens de tip proof-of-stake numit Ouroboros, în loc de mecanism de tip proof-of-work; consensul este generat de votul celor care dețin moneda. În acest protocol, liderii de slot-uri generează noi blocuri în blockchain și verifică tranzacțiile. Oricine deține monede Ada poate deveni un lider de slot. În plus, mecanismul de tip proof-of-stake este mai eficient din punct de vedere energetic în comparație cu proof-of-work.  Blockchain-ul Cardano a fost recunoscut de legiuitori în jurisdicții financiare de top, precum Elveția. Echipa oferă împreună platforme educaționale și academice blockchain pentru universitățile naționale din Uzbekistan.

### Layere de computare
Criptomoneda Ada operează un layer (din eng. "strat") de blockchain numit Cardano Settlement Layer (CSL). CSL este un layer/strat de contabilitate ce conține registrul tranzacțiilor. Un al doilea layer numit Cardano Computation Layer (CCL) va susține contractele smart și aplicațiile descentralizate. Această arhitectură pe mai multe straturi permite Cardano să facă update-uri de tipul "soft fork" într-un mod mult mai ușor decât o face Ethereum în momentul de față; în Ethereum, aceste două straturi sunt interconectate.. Lanțuri laterale (eng. side chains) sunt utilizate pentru a conecta tranzacțiile între CSL și CCL.

## Minerit Cardano
Proiectul oferă instrumente pentru crearea de aplicații descentralizate bazate pe contracte inteligente. În Cardano, dezvoltatorii au vrut să rezolve problemele Ethereum, inclusiv lățimea de bandă redusă a rețelei. Mulți cred că echipa de proiect a reușit să atingă obiectivul. Drept urmare, Cardano a fost inclus în lista de platforme - „ucigași potențiali” ai Ethereum.
Criptomoneda Cardano funcționează pe algoritmul PoS. Aceasta înseamnă că exploatarea sa este mai corect numită staking.
Există două moduri de a miza Cardano:
- Prin rularea propriului nod (nodul de rețea pentru procesarea sarcinilor de rețea). Procesul necesită cunoștințe tehnice profunde. Recompensa pentru munca va fi salariul sporit.
- Prin delegarea sarcinilor. Sensul procesului este de a transfera partea ta de operațiuni pentru procesare către cineva care are un nod. În schimb, va trebui să împărtășiți o recompensă cu proprietarul nodului de rețea.[18]

## Dezvoltare
Cardano a fost lansat pe 29 septembrie 2017  în Japonia, în faza 'Byron'. Cardano a fost finanțat printr-o ofertă inițială de monede (ICO). Moneda a debutat cu o capitalizare de piață de 600 de milioane de dolari. Până la sfârșitul anului 2017, a avut o capitalizare de piață de 10 miliarde de dolari și a atins o valoare de 33 de miliarde de dolari pentru scurt timp în 2018, înainte ca o înăsprire generală a pieței cripto să-și scadă valoarea înapoi la 10 miliarde de dolari. Potrivit lui Mashable, Cardano susține că depășește problemele existente pe piața cripto: în principal că Bitcoin este prea lent și inflexibil și că Ethereum nu este sigur sau scalabil.
IOHK a colaborat cu universități pentru cercetarea blockchain. În 2017, IOHK a ajutat Universitatea din Edinburgh să lanseze Laboratorul de tehnologie Blockchain. În 2020, IOHK a donat 500.000 USD în Ada Universității din Wyoming pentru a sprijini dezvoltarea tehnologiei blockchain.
În 2019, Ministerul Educației din Georgia a semnat un memorandum de înțelegere cu Universitatea Liberă din Tbilisi pentru a folosi Cardano și Atala pentru a construi un sistem de verificare a acreditărilor pentru Georgia.
În 2019, producătorul de încălțăminte New Balance a anunțat un program pilot pe blockchain-ul Cardano pentru a urmări autenticitatea celui mai nou pantof de baschet al său.
IOHK a anunțat un parteneriat cu guvernul etiopian în 2018 pentru a-și implementa tehnologia într-o varietate de industrii din întreaga țară.
În aprilie 2021, IOHK și Ministerul Educației din Etiopia au anunțat planuri de a lansa un sistem de identitate și evidență pe Cardano pentru cele cinci milioane de studenți din țară.
Cardano dezvoltă moneda ADA folosind o arhitectură RINA (Recursiv InterNetwork Arhitecture). Cardano folosește limbajul de programare Haskell, care are un grad ridicat de siguranță față de bug-uri, datorită sistemului puternic de type checking (strong type system) și purității funcțiilor, care elimină efectele secundare.